# لينوفو أيديا تاب إيه 3000
الحاسوب اللوحي لينوفو أيديا تاب إيه 3000 (بالإنجليزية: IdeaTab A3000 Tablet)‏ هو أحد الحواسيب اللوحية التي أنتجتها شركة لينوفو.
ولقد تم الإعلان عنه في شهر يناير 2013، وطرح بالأسواق في شهر مايو 2013 .

## مواصفات
لينوفو A3000 يعمل بنظام تشغيل أندرويد 4.2.2 هلام الفول مع شاشة قياس 7 بوصة وهو مدعوم من قبل ميديا تك، كما انه بمعالج رباعي النواة بسرعة 1.2 جيجا هرتز مع 1 جيجا بايت من ذاكرة الوصول العشوائي كما أنه يحتوي على ذاكرة داخلية 16 جيجا بايت والتي يمكن توسيعها حتى 64 جيجا بايت باستخدام بطاقة مايكرو إس دي.
وتعتبر هذه المواصفات منافسة لأحدث أجهزة شركة سامسونج سامسونج جالاكسي تاب 3 7 بوصة .
بل ويتغلب عيه في العديد من النقاط:
- الشاشة IPS ذات تقنية أعلى وأجود من TFT في جهاز سامسونج .
- البطارية ليثيوم بوليمر وهي تقنية أعلى وأجود من بطارية الليثيوم أيون.
- والمنافسة الأكبر كانت في السعر حيث طرح الجهاز في أول عام 2014 بسعر 169 دولار أمريكي .[2]